# Къде живееш?
„Къде живееш?“ е български игрално-телевизионен филм (социално-психологическа драма) от 1981 година на режисьора Генчо Генчев, по сценарий на Атанас Ценев. Оператор е Борис Янакиев. Музиката във филма е композирана от Митко Щерев..

## Актьорски състав
| Изпълнител              | Роля                                                                       |
| ----------------------- | -------------------------------------------------------------------------- |
| Марин Янев              | инспектор Велев, следовател в детска педагогическа стая и баща на Борислав |
| Атанас Димитров         | Евгени, гимназист и приятел на Невена                                      |
| з.а. Белла Цонева       | Весела Велева, съпруга на Велев и майка на Борислав                        |
| н.а. Иван Янчев         | директорът на печатницата                                                  |
| Антонио Цеков           | Борислав (дете), син на инспектор Велев                                    |
| Ернестина Шинова        | Невена, приятелката на Евгени                                              |
| Петя Миладинова         | Мария                                                                      |
| Борис Велков            | майорът                                                                    |
| з.а. Джуни Александрова | майката на Евгени                                                          |
| Иван Йорданов           | бащата на Евгени                                                           |
| Мартин Стоянов          |                                                                            |
| Надежда Кесякова        | майката на Невена                                                          |
| Петър Димов             | лекарят                                                                    |
| Сотир Майноловски       | лелинчо                                                                    |
| Владимир Русинов        |                                                                            |